# Noémi Hepp
Noémi Victoire Telesphore Hepp, née le 13 mars 1922 à Mulhouse et morte le 18 décembre 2007 à Strasbourg, est une universitaire dans le domaine de la littérature et romancière française.

## Biographie
Noémi Hepp est la fille de l'autrice Camille Mayran (1889-1989) et du journaliste Pierre Hepp (1882-1948) et la petite-fille de Madeleine Saint-René Taillandier.
Étudiante à l'université de Montpellier, elle a passé l'agrégation et a été jusqu'en 1953 professeur de lycée à Strasbourg. Puis elle a rejoint l'université de Strasbourg, où elle a été assistante (1953), chef de travaux (1959) et maître-assistante (1967). Elle a obtenu son doctorat d'État en 1969, à Paris, avec les thèses Homère en France au XVIIe siècle (Paris, 1968), et Deux amis d'Homère au XVIIe siècle. Texte inédits de Paul Pellisson et de Claude Fleury (Paris, 1970). Elle a été professeur de littérature française de 1970 à 1988 à l'université de Strasbourg.

## Autres œuvres
- Esquisse du vocabulaire de la critique littéraire de la Querelle du Cid à la querelle d’Homère, dans Recherches romanes 69, 1960, p. 332-408
- (Éd. avec Georges Livet) Héroïsme et création littéraire sous les règnes d'Henri IV et de Louis XIII, Paris, 1974
- (Éd. avec Jacques Hennequin) Les Valeurs chez les mémorialistes français du XVIIe siècle avant la Fronde, Paris, 1979
- (Éd. avec Madeleine Bertaud) L'Image du souverain dans les lettres françaises. Des guerres de religion à la révocation de l'édit de Nantes, Paris, 1985
- (Éd.) La cour au miroir du mémorialistes 1530-1682, Paris, 1991
- (Éd.) Mémoires et autres inédits de Nicolas Goulas, Paris, 1995
- (Éd. avec Volker Kapp), Claude Fleury, Écrits de jeunesse. Tradition humaniste et liberté de l'esprit, Paris, 2003

## Littérature
- Travaux de littérature 3, 1990 (offerts en hommage à Noémi Hepp[pas clair], éd. par Madeleine Bertaud)
- François-Xavier Cuche, In memoriam Noémi Hepp (1922-2007), Dix-septième Siècle, no 240, 2008/3, p. 387-390
- Roger Zuber, dans Revue d'histoire littéraire de la France, 108, 2008, p. 1019-1020